# Фангареи
Фангареи (англ. и маори Whangarei) — портовый город на острове Северный (Новая Зеландия). Региональный центр Нортленда. После административной реформы в 1989 году сам город Фангареи был объединён с близлежащими районами под названием округ Фангареи. Но несмотря на это, Фангареи обычно обозначают как город.

## Название
Полное неофициальное название города на языке маори — Фангареи-Теренга-Параоа, что переводится как «место, где плавают киты». На советских картах 1950—1960-х годов город значился как Хвангареи.

## География

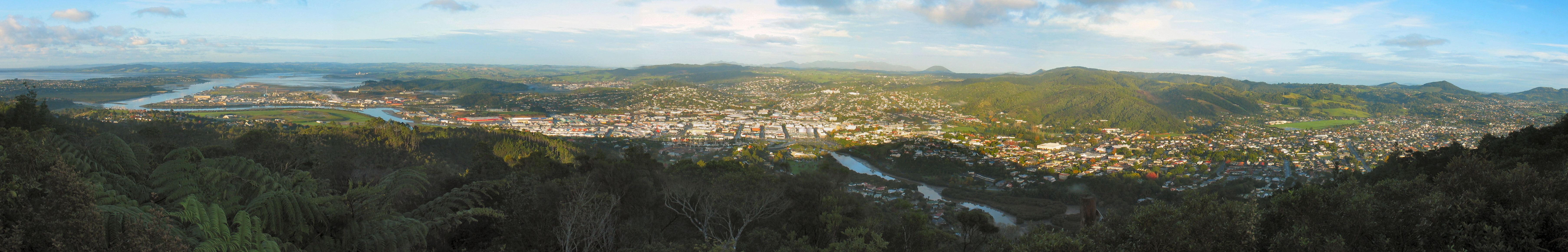
Вид на Фангареи с горы Парахаки

Городской округ Фангареи простирается от пляжей Лэнгс (англ. Langs Beach) на юге до бухты Блэнд (англ. Bland Bay) на севере недалеко от города Даргавилл. Крупнейший город округа — Фангареи с населением в 47 тысяч человек. Сам город был основан в устье реки Хатеа.
На территории округа Фангареи в парке Мейр (англ. Mair Park) расположена гора Парахака (англ. Mount Parahaka), которая является исторически важным местом для маори: в далёком прошлом воины маори исполняли на этой горе знаменитый танец хака, прежде чем отправиться в бой.
Климат в округе субтропический.

## История
Ко времени высадки Джеймса Кука на Северном острове в 1769 году Фангареи представлял собой процветающее маорийское поселение. Во время межплеменных войн на острове на протяжении XIX века поселение было местом проведения собраний, в которых участвовали вожди местных племён маори.
Впоследствии Фангареи стал торговым постом. Основными товарами, шедшими на продажу, были древесина дерева каури, пшеница, уголь.
Первый европеец в округе поселился в 1839 году. В 1845 году численность населения округа составляла всего 48 человек. В этом же году всё население было эвакуировано в город Окленд из-за угрозы нападения вождей северных племён маори. Однако спустя два года поселенцы вернулись. В 1894 году была построена первая больница, активно развивалась торговля, и Фангареи стал коммерческим центром Нортленда. В 1880 году Фангареи и Камо были связаны железной дорогой. А в 1923 году была построена железнодорожная линия до города Окленд.
В первые десятилетия XX века Фангареи оставался самым процветающим городом Нортленда. В 1911 году в городе впервые появилось электричество.
В настоящее время основными отраслями промышленности являются нефтепереработка, производство цемента, удобрений, стекла. В последние годы активно развивается туризм.

## Достопримечательности
В округе Фангареи расположен музей Clapham's Clocks, в котором хранится самая большая коллекция часов в Южном полушарии, Музей Фангареи (англ. Whangarei Museum), Изобразительный музей Фангареи (англ. Whangarei Art Museum), консерватория, розарий. В 30 минутах езды от города расположены живописные пляжи, парки, морской заповедник.